# Col de Lavazè
Le col de Lavazè (Passo di Lavazè en italien, Lavazè Joch en allemand) est un col des Préalpes orientales méridionales.

## Géographie
Situé sur la commune de Varena dans la province autonome de Trente, en Italie, à 1 805 m d'altitude, il se trouve à quelques kilomètres de la frontière linguistique et provinciale entre la province autonome de Trente et la province autonome de Bolzano, peuplée en majorité par des germanophones.

## Sport
Le col de Lavazè fut grimpé au début de la 5e étape du tour des Alpes 2023.